# Варади, Джей
Джей Варади (род. 16 сентября 1977 года) — бывший американский хоккеист, в настоящий момент является помощником тренера клуба НХЛ Детройт Ред Уингз.

## Ранние годы
Варади вырос в Сент-Луисе и играл в юниорский хоккей в Чикаго за команду Chicago Young Americans. Он окончил клуб Dubuque Fighting Saints в Хоккейной лиге США (USHL) за два года до поступления в Юнион-колледж. В Union он провел три сезона с их хоккейной командой Дивизиона I с 1997 по 2000 год, прежде, чем присоединиться к тренерскому штабу после серьезной травмы шеи. До травмы Варади был капитаном команды в сезоне 1999-00.

## Карьера тренера
После выпуска Варади тренировал команду Chicago U16 AAA Team в сезоне 2001 года. Затем он присоединился к тренерскому штабу « Питтсбург Фордж» из Североамериканской хоккейной лиги в сезоне 2002-03. В следующем году он был помощником и помощником главного тренера команды Everett Silvertips Западной хоккейной лиги (WHL). В 2009 году Варади был назначен видео-тренером сборной США по хоккею с шайбой среди юниоров 2010 года.
Варади оставался в Silvertips до 2010 года, когда он взял двухлетний перерыв, чтобы тренировать во французской Ligue Magnus. По возвращении в Северную Америку Варади возглавил команду Sioux City Musketeers, где он помог им установить рекорд 136-88-16. Это сделало его третьим тренером-победителем в истории мушкетеров. В результате Варади был удостоен награды «Тренер года USHL 2017». Он также был выбран командой США в качестве тренера команды World Junior A Challenge 2016 года.
В следующем году Варади присоединился к тренерскому штабу Kingston Frontenacs в Хоккейной лиге Онтарио. Он привёл Kingston к рекорду 36-26-6-3, помогая им впервые в истории франшизы выйти в финал Восточной конференции OHL.
В 2018 году Варади был назначен главным тренером Tucson Roadrunners из Американской хоккейной лиги (АХЛ), дочерней компании Arizona Coyotes из Национальной хоккейной лиги. Во втором сезоне в качестве тренера в Тусоне Roadrunners были названы чемпионами дивизиона, когда сезон был прерван из-за пандемии COVID-19. Перед отложенным началом сезона 2020-21 Варади присоединился к команде «Койотиз» в качестве помощника тренера. За два сезона в качестве главного тренера Тусон установил рекорд 70-45-6-5. После завершения сокращенного сезона АХЛ он вернулся в Тусон по трехлетнему контракту в качестве главного тренера, начиная с сезона 2021-22. Он привёл Roadrunners к рекорду 93-84-11-6 за четыре сезона.
18 июля 2022 года Варади был назначен помощником тренера «Детройт Ред Уингз» на сезон 2022-23.

## Статистика

### Лига Магнуса
И — игры, В — победы, ВО — победы в овертайме/буллиты, П — поражения, ПО — поражения в овертайме/буллиты, О — очки.
| Команда      | Сезон     | Регулярный сезон | Регулярный сезон | Регулярный сезон | Регулярный сезон | Регулярный сезон | Регулярный сезон | Регулярный сезон | Плей-офф               |
| Команда      | Сезон     | И                | В                | ВО               | П                | ПО               | О                | Место            | Итог                   |
| ------------ | --------- | ---------------- | ---------------- | ---------------- | ---------------- | ---------------- | ---------------- | ---------------- | ---------------------- |
| Герцоги Анже | 2011-12   | 26               | 14               | 2                | 8                | 2                | 34               | 5-е              | Проиграли в 1/4 финала |
| Герцоги Анже | 2012-13   | 26               | 21               | -                | 2                | 3                | 45               | 1-е              | Проиграли в финале     |
| Всего        | 2011-2013 | 52               | 35               | 2                | 10               | 5                |                  |                  |                        |

### USHL
И — игры, В — победы, ВО — победы в овертайме/буллиты, П — поражения, ПО — поражения в овертайме/буллиты, О — очки.
| Команда          | Сезон     | Регулярный сезон | Регулярный сезон | Регулярный сезон | Регулярный сезон | Регулярный сезон | Регулярный сезон | Плей-офф                 |
| Команда          | Сезон     | И                | В                | П                | ПО               | О                | Место            | Итог                     |
| ---------------- | --------- | ---------------- | ---------------- | ---------------- | ---------------- | ---------------- | ---------------- | ------------------------ |
| Су-Сити Мушкетер | 2013-14   | 60               | 38               | 19               | 3                | 79               | 3-е              | Проиграли в 1/2 финала   |
| Су-Сити Мушкетер | 2014-15   | 60               | 38               | 17               | 5                | 81               | 1-е              | Проиграли в 1/4 финала   |
| Су-Сити Мушкетер | 2015-16   | 60               | 20               | 39               | 1                | 41               | 8-е              | Не прошли                |
| Су-Сити Мушкетер | 2016-17   | 60               | 40               | 13               | 7                | 87               | 1-е              | Проиграли в финале кубка |
| Всего            | 2013-2017 | 240              | 136              | 88               | 16               |                  |                  |                          |

### OHL
И — игры, В — победы, ВО — победы в овертайме/буллиты, П — поражения, ПО — поражения в овертайме/буллиты, О — очки.
| Команда             | Сезон     | Регулярный сезон | Регулярный сезон | Регулярный сезон | Регулярный сезон | Регулярный сезон | Регулярный сезон | Плей-офф               |
| Команда             | Сезон     | И                | В                | П                | ПО               | О                | Место            | Итог                   |
| ------------------- | --------- | ---------------- | ---------------- | ---------------- | ---------------- | ---------------- | ---------------- | ---------------------- |
| Кингстон Фронтенакс | 2017-18   | 68               | 36               | 23               | 9                | 81               | 2-е              | Проиграли в 1/2 финала |
| Всего               | 2017-2018 | 68               | 36               | 23               | 9                |                  |                  |                        |

### AHL
И — игры, В — победы, ВО — победы в овертайме/буллиты, П — поражения, ПО — поражения в овертайме/буллиты, О — очки.
| Команда           | Сезон     | Регулярный сезон | Регулярный сезон | Регулярный сезон | Регулярный сезон | Регулярный сезон | Регулярный сезон   | Плей-офф                |
| Команда           | Сезон     | И                | В                | П                | ПО               | О                | Место              | Итог                    |
| ----------------- | --------- | ---------------- | ---------------- | ---------------- | ---------------- | ---------------- | ------------------ | ----------------------- |
| Тусон Роудраннерс | 2018-19   | 68               | 34               | 26               | 8                | 76               | 5-е, Тихоокеанский | Не прошли               |
| Тусон Роудраннерс | 2019-20   | 58               | 36               | 19               | 3                | 75               | 1-е, Тихоокеанский | Приоставлен из-за COVID |
| Тусон Роудраннерс | 2021-22   | 68               | 23               | 39               | 6                | 52               | 8-е, Тихоокеанский | Не прошли               |
| Всего             | 2018-2022 | 194              | 93               | 84               | 17               |                  |                    |                         |